# Marthamea
Marthamea és un gènere d'insectes plecòpters pertanyent a la família dels pèrlids.

## Descripció
- Els adults són generalment de color marró fosc a negre, de grandària mitjana i amb les ales transparents i la nervadura fosca.
- La femella adulta presenta la vagina membranosa i l'espermateca petita.
- L'ou és allargat i ovalat.
- La larva presenta un patró de coloració groc i marró (el cap principalment groc però fosc entre els ocels posteriors) amb pèls negres escampats per la superfície dorsal.[3]

## Hàbitat
En els seus estadis immadurs són aquàtics i viuen a l'aigua dolça, mentre que com a adults són terrestres i voladors.

## Distribució geogràfica
Es troba a Euràsia, incloent-hi Bèlgica i la península Ibèrica.

## Taxonomia
- Marthamea beraudi (Navàs, 1909)
- Marthamea luteicauda (Klapálek, 1921)
- Marthamea selysii (Pictet, F.J., 1841)
- Marthamea vitripennis (Burmeister, 1839)[13][14][15][16][17]

## Estat de conservació
En general, les espècies europees d'aquest gènere es troben en perill de desaparició i, fins i tot, en bona part de la seua àrea de distribució s'han extingit.